# Thomas Phillips (Maler)

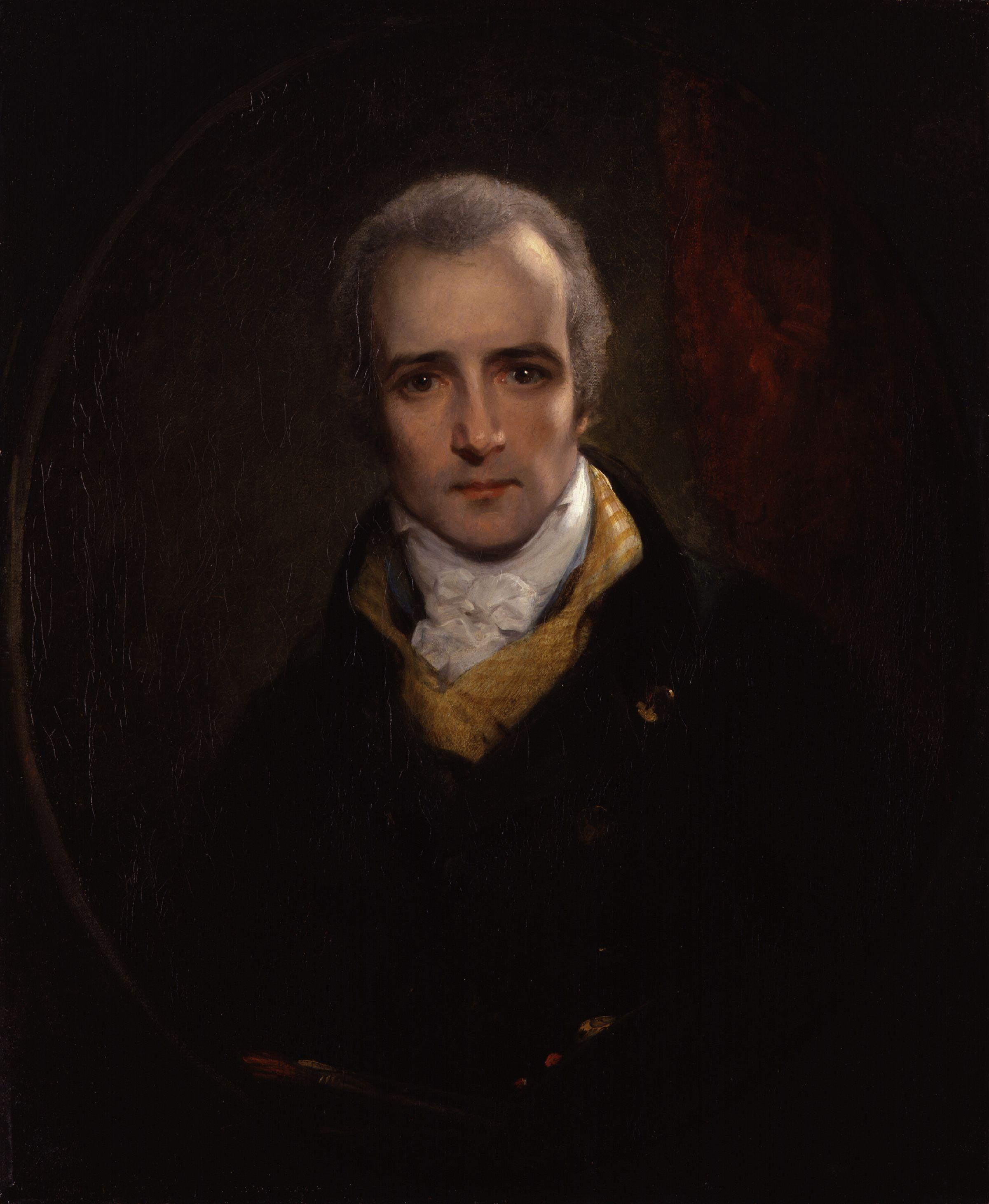
Thomas Phillips (Selbstporträt, 1802/1803)

Thomas Phillips RA (* 18. Oktober 1770 in Dudley, Worcestershire; † 20. April 1845 in London) war ein englischer Maler und Porträtist.

## Leben
Thomas Phillips wurde 1770 in Dudley geboren. Nachdem er in Birmingham bei Francis Eginton Glasmalerei gelernt hatte, besuchte er 1790 London und lernte dort Benjamin West kennen, der ihm eine Anstellung an den bemalten Glasfenstern der St. George’s Chapel in Windsor verschaffte. 1791 wurde er Student an der Royal Academy of Arts, wo er 1792 eine Ansicht von Windsor Castle ausstellte.
1804 wurde er zusammen mit seinem Rivalen William Owen zum Mitglied der Royal Academy gewählt. Ungefähr zur gleichen Zeit zog er in die 8 George Street, Hanover Square, London, die frühere Residenz von Henry Tresham, RA, wo er den Rest seines Lebens verbrachte. 1806 malte er den Prince of Wales, den späteren Georg IV.
Der Künstler und Illustrator John William Wright (1802–1848) war sein Schüler.
Mit seiner Ehefrau Elisabeth Fraser aus Fairfield in der Nähe von Inverness hatte er zwei Töchter und zwei Söhne. Er wurde in der Grabstätte der St. John’s Wood-Kapelle beigesetzt.

## Galerie

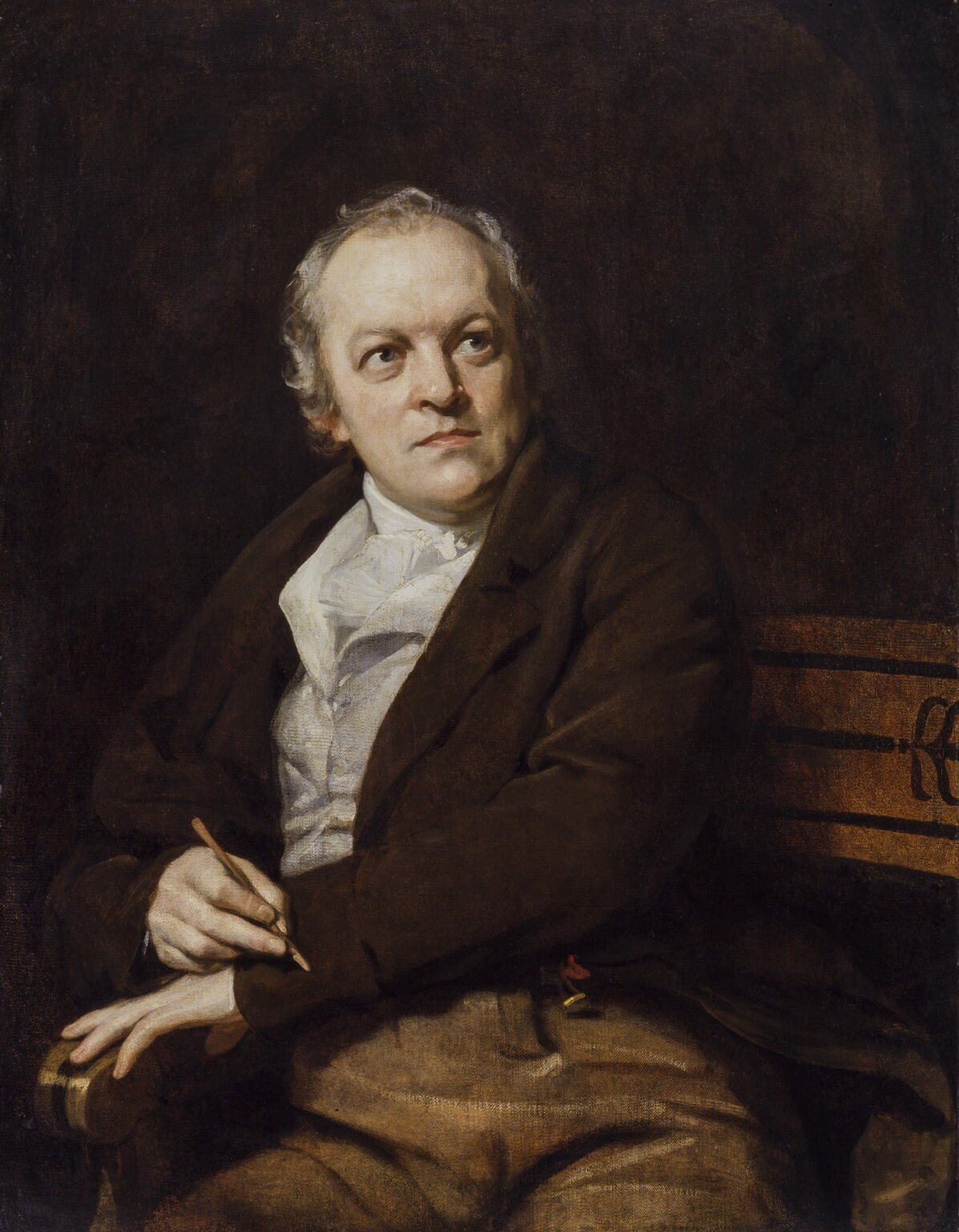
William Blake, 1807
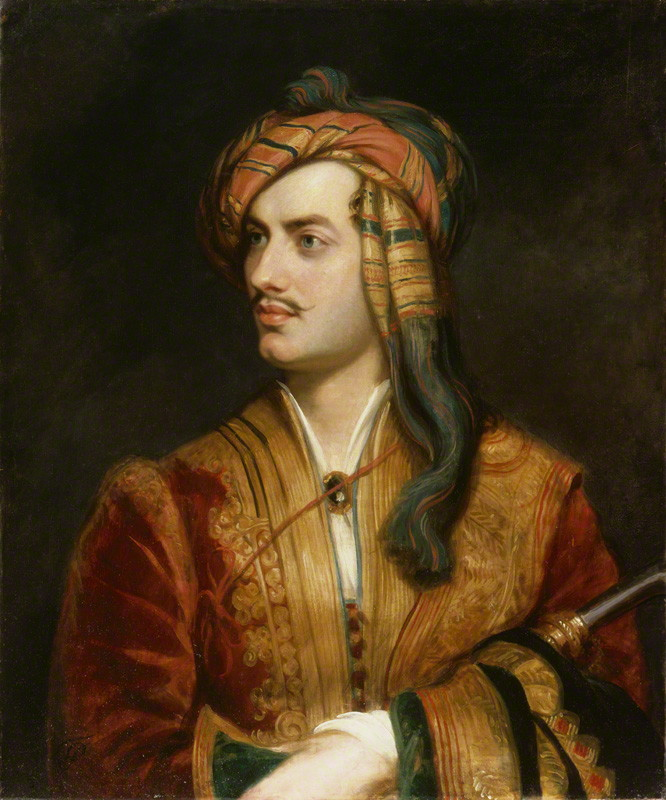
Lord Byron, 1813
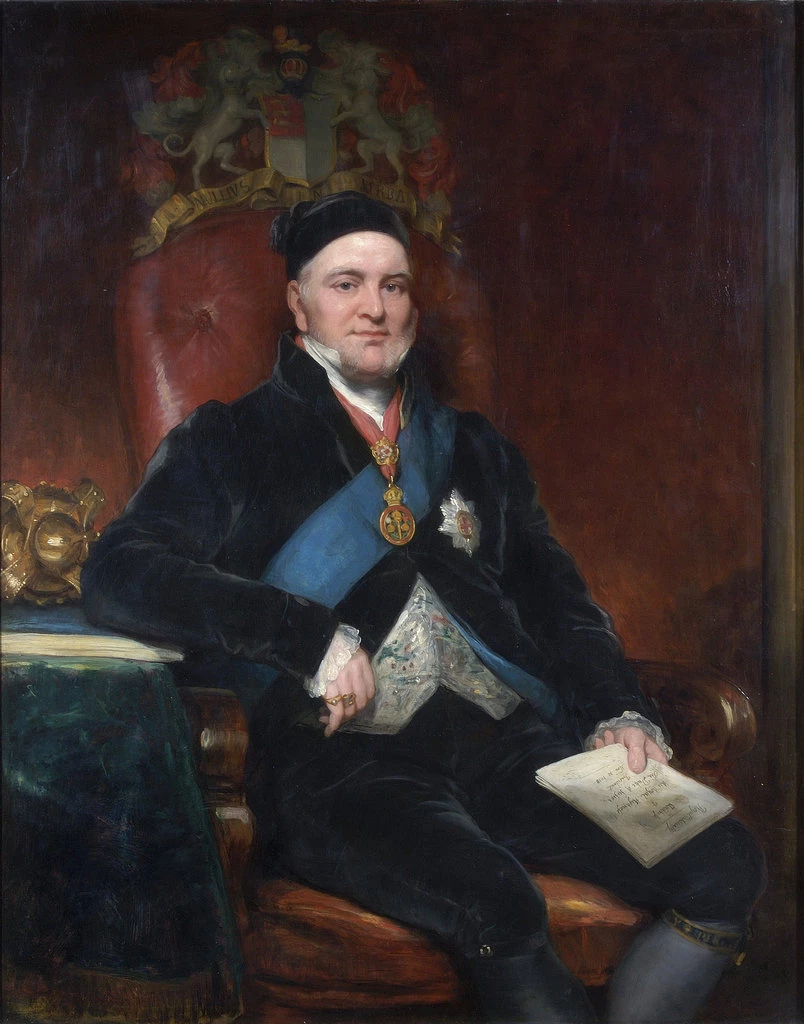
Prinz Augustus Frederick, Duke of Sussex, etwa 1838
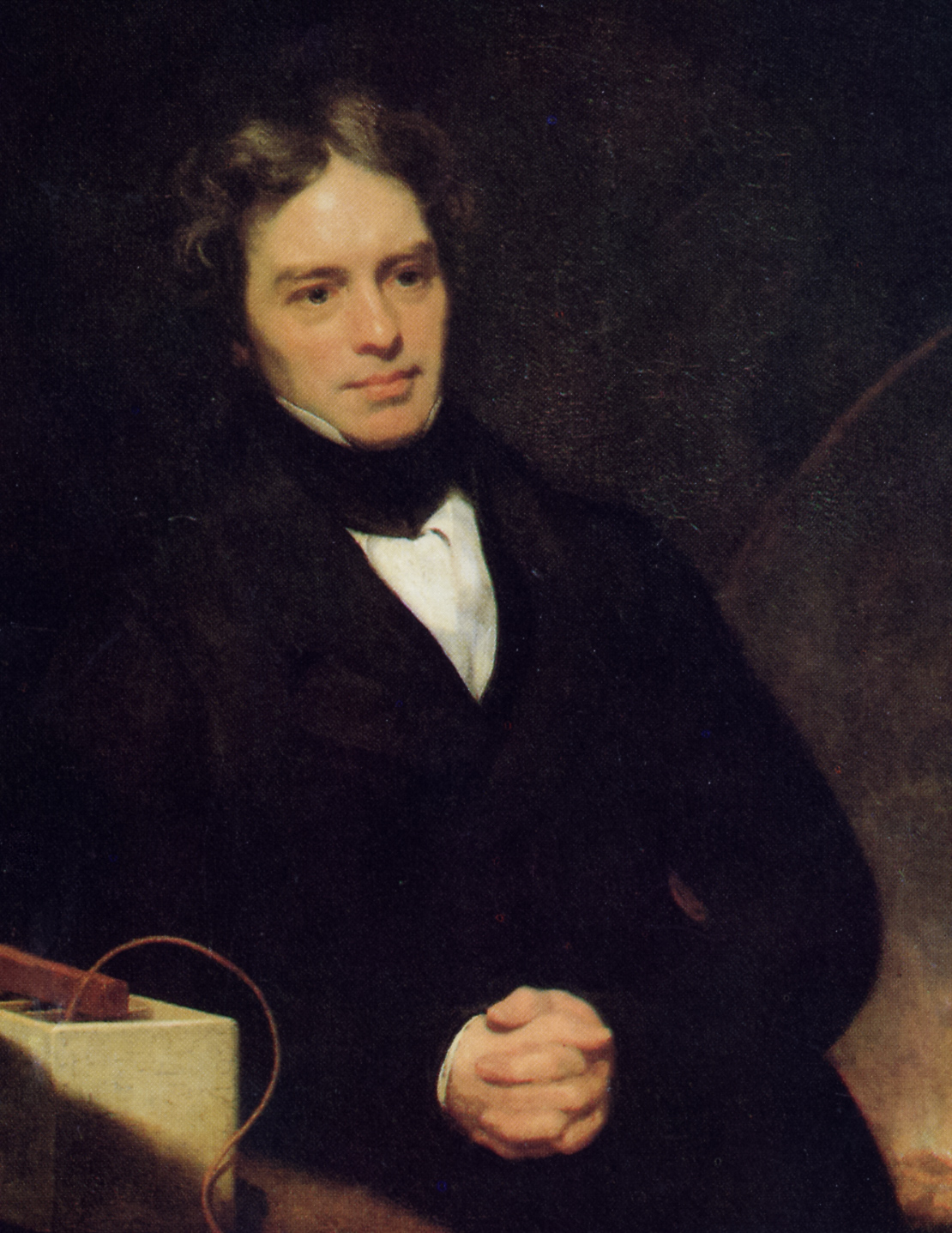
Michael Faraday, 1842
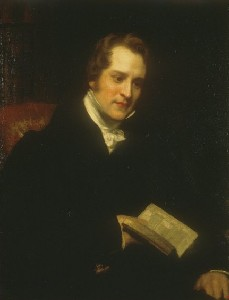
Thomas Phillips Porträt von Joseph Henry Green
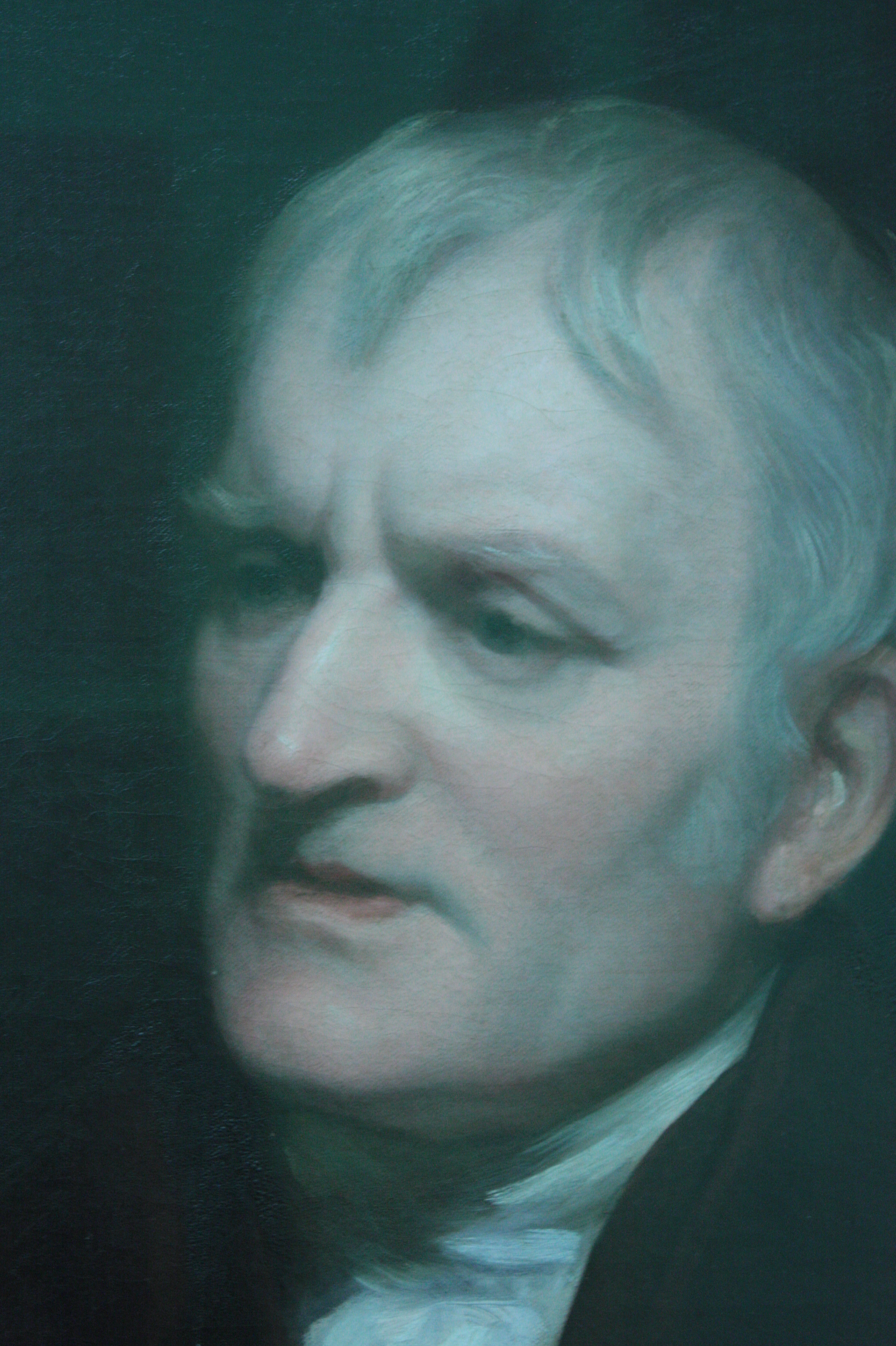
John Dalton im Alter (Detail) von Thomas Phillips